# Joseph Glidden
Pour les articles homonymes, voir Glidden.
Joseph Farwell Glidden (18 janvier 1813 – 9 octobre 1906) est un fermier américain inventeur du fil de fer barbelé, qui a profondément modifié le développement de l'ouest américain.

## Biographie
Joseph Glidden est né à Charlestown, dans le comté de Sullivan (New Hampshire). Sa famille a ensuite emménagé à Clarendon, dans le comté d'Orleans (État de New York). En 1843, il s'installe dans l'Illinois avec sa femme Clarissa Foster, qui meurt ainsi que ses deux fils peu après leur déménagement. Glidden épouse Lucinda Warne en 1851.
Il a inventé le fil de fer barbelé en utilisant un moulin à café pour faire les pointes. Les pointes étaient ensuite placées le long d'un fil, et un autre fil était enroulé autour du précédent afin de fixer les pointes. Son brevet pour le barbelé le plus répandu fut établi le 24 novembre 1874. Il fut rapidement impliqué dans une bataille judiciaire qui contestait qu'il fût l'inventeur original. Il finit par gagner et il créa la Barb Fence Company à DeKalb (Illinois) pour produire industriellement la première machine capable de le produire en grande quantité et à faible coût. Son invention le rendit extrêmement riche. À sa mort, en 1906, il était l'un des hommes les plus riches des États-Unis. La collection Dun & Bradstreet [1840-1895, MSS 791, LXIII, 130, Baker Library, Harvard] a évalué ses actifs à un million de dollars de l'époque. Ceci incluait le Glidden House Hotel, le DeKalb Chronicle, 12 km2 de terre agricole dans l'Illinois, 1 360 km2 dans le Texas, et Glidden Felt Pad Industry.

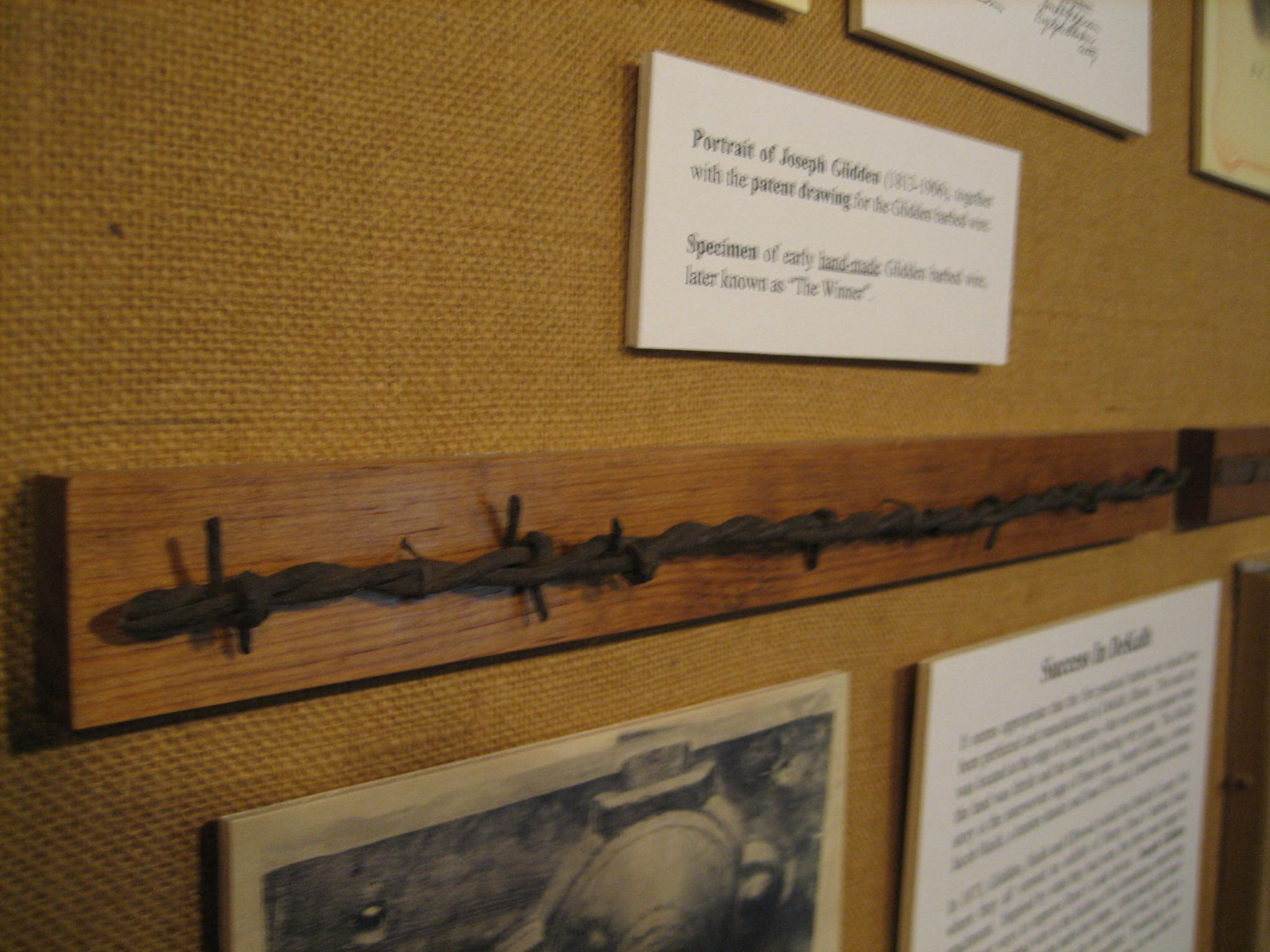
Un des premiers spécimen fait à la main de l'invention de Joseph Glidden exposé au Barbed Wire History Museum à DeKalb, Illinois.

Il a été shérif du comté de DeKalb de 1852 à 1854. En 1851, 1861, 1862, 1869, 1870, 1871, 1872 et 1876, il a fait partie du conseil des "superviseurs du comté". En 1867, il a été membre du Comité d'organisation de la septième foire de la Société d'agriculture et de mécanique, qui s'est tenue du 25 au 28 septembre. En 1876, il a été désigné comme candidat démocrate au poste de sénateur. De 1861 à 1874, il a fait partie des directeurs du conseil scolaire, et pendant vingt ans, acquitta la plus importante taxe sur l'école qu'aucun citoyen de ce comté. Il a été l'un des contributeurs les plus importants pour la construction d'une des églises. Il a également été vice-président de la DeKalb National Bank, directeur de North Western Railroad, propriétaire de DeKalb Rolling Mill, du ''Glidden House Hotel, du DeKalb Chronicle et de Glidden Felt Pad Industry.
En 1881, afin de montrer l'efficacité du fil barbelé, Joseph Glidden et son représentant commercial pour le Texas, Henri B. Sandborn, ont monté le Frying Pan Ranch à Bushland, Potter County, Texas. Le fil métallique était apporté par train de Dodge City (Kansas), les poteaux venaient de Palo Duro Canyon et de la Canadian River Valley. Un troupeau de 12 000 têtes de bétail était marqué de la Panhandle Brand, que les cow-boys appelaient la poêle. Ce ranch a démontré l'intérêt du barbelé, et transforma l'élevage dans la région. Le bâtiment principal du ranch était situé à Tecovas Springs, à dix kilomètres d'Amarillo. L'extrémité est du ranch rejoignait Western Street à Amarillo.
Ancien professeur, Joseph Glidden fit don de 255 000 m2 de terrain pour en faire un site pour la Northern Illinois Normal School. Cette école s'est ouverte le 12 septembre 1898, avec 139 étudiants et 16 professeurs. Le nom de l'école a été changé en Northen Illinois University en 1957.

## Hommage
La ville de Glidden, dans le comté de Carroll (Iowa) a été ainsi baptisée en son honneur.

## Brevet
- (en) Brevet U.S. 157124 -- Wire fences